# Petelia vinasaria
Petelia vinasaria là một loài bướm đêm trong họ Geometridae.